# Jennifer Fishová
Jennifer Lee „Jenny“ Fishová (* 17. května 1949 Strongsville, Ohio) je bývalá americká rychlobruslařka.
Na mezinárodní scéně debutovala v roce 1966, kdy se na Mistrovství světa umístila na 24. místě. Startovala též na Zimních olympijských hrách 1968, kde získala v závodě na 500 m stříbrnou medaili a na trati 1000 m dojela na 23. příčce.